# SIM-kartica
SIM je skraćenica od engleske složenice Subscriber Identity Module i označava modul na kojem je smešten unikatni broj (engl. service-subscriber key IMSI) kojim se identifikuje pretplatnik na mobilnoj telefonskoj mreži.